# Campeonato Japonês de Patinação Artística no Gelo de 2008–09
O Campeonato Japonês de Patinação Artística no Gelo de 2008–09 foi a septuagésima sétima edição do Campeonato Japonês de Patinação Artística no Gelo, um evento anual de patinação artística no gelo onde os patinadores artísticos competem pelo título de campeão japonês.  A competição foi disputada entre os dias 25 de dezembro e 27 de dezembro de 2008, na cidade de Nagano.

## Eventos
- Individual masculino
- Individual feminino
- Duplas
- Dança no gelo

## Medalhistas
| Evento                        | Ouro                         | Prata                      | Bronze                  |
| Individual masculino detalhes | Nobunari Oda                 | Takahiko Kozuka            | Takahito Mura           |
| Individual feminino detalhes  | Mao Asada                    | Fumie Suguri               | Miki Ando               |
| Duplas detalhes               | Narumi Takahashi Mervin Tran | nenhum outro competidor    | nenhum outro competidor |
| Dança no gelo detalhes        | Cathy Reed Chris Reed        | Nana Sugiki Taiyo Mizutani | Emi Hirai Ayato Yuzawa  |

## Resultados

### Individual masculino
| Pos.                                                  | Nome               | Pontos | PC         | PL          |
| ----------------------------------------------------- | ------------------ | ------ | ---------- | ----------- |
| Medalha de ouro                                       | Nobunari Oda       | 243.70 | 86.45 (1)  | 157.25 (1)  |
| Medalha de prata                                      | Takahiko Kozuka    | 225.94 | 77.40 (2)  | 148.54 (2)  |
| Medalha de bronze                                     | Takahito Mura      | 200.48 | 75.50 (3)  | 124.98 (4)  |
| 4                                                     | Yasuharu Nanri     | 197.69 | 69.15 (6)  | 128.54 (3)  |
| 5                                                     | Daisuke Murakami   | 187.50 | 71.30 (4)  | 116.20 (7)  |
| 6                                                     | Kensuke Nakaniwa   | 184.18 | 67.80 (7)  | 116.38 (6)  |
| 7                                                     | Tatsuki Machida    | 183.73 | 70.33 (5)  | 113.40 (8)  |
| 8                                                     | Yuzuru Hanyu       | 181.65 | 64.50 (8)  | 117.15 (5)  |
| 9                                                     | Takemochi Ogami    | 176.74 | 63.45 (9)  | 113.29 (9)  |
| 10                                                    | Hirokazu Kobayashi | 168.68 | 60.70 (10) | 107.98 (10) |
| 11                                                    | Kento Nakamura     | 159.84 | 59.35 (11) | 100.49 (11) |
| 12                                                    | Tomoyuki Koriyama  | 149.68 | 50.45 (15) | 99.23 (12)  |
| 13                                                    | Hayato Odajima     | 147.55 | 55.43 (12) | 92.12 (15)  |
| 14                                                    | Hirofumi Torii     | 146.17 | 48.96 (17) | 97.21 (14)  |
| 15                                                    | Naoto Saito        | 143.65 | 45.60 (18) | 98.05 (13)  |
| 16                                                    | Ryo Shibata        | 141.38 | 53.80 (13) | 87.58 (17)  |
| 17                                                    | Junki Sano         | 140.66 | 50.56 (14) | 90.10 (16)  |
| 18                                                    | Takumi Suenaga     | 125.16 | 49.86 (16) | 75.30 (20)  |
| 19                                                    | Junzo Nishigami    | 123.34 | 44.96 (19) | 78.38 (19)  |
| 20                                                    | Hayato Miyazaki    | 119.94 | 39.43 (21) | 80.51 (18)  |
| 21                                                    | Tatsuya Takei      | 112.63 | 43.09 (20) | 69.54 (22)  |
| 22                                                    | Takeru Tiba        | 107.32 | 35.65 (24) | 71.67 (21)  |
| 23                                                    | Tatsuya Ishii      | 106.71 | 37.21 (23) | 69.50 (23)  |
| 24                                                    | Masato Endo        | 102.66 | 38.12 (22) | 64.54 (24)  |
| Não avançaram para a patinação livre / programa longo |                    |        |            |             |
| 25                                                    | Hisashi Tahara     | —      | 32.32 (25) |             |
| 26                                                    | Taketo Omae        | —      | 31.32 (26) |             |
| WD                                                    | Kunihito Yuasa     | —      | — (WD)     |             |

### Individual feminino
| Pos.                                                  | Nome             | Pontos | PC         | PL         |
| ----------------------------------------------------- | ---------------- | ------ | ---------- | ---------- |
| Medalha de ouro                                       | Mao Asada        | 182.45 | 65.30 (2)  | 117.15 (2) |
| Medalha de prata                                      | Fumie Suguri     | 178.59 | 57.32 (5)  | 121.27 (1) |
| Medalha de bronze                                     | Miki Ando        | 174.09 | 65.02 (3)  | 109.07 (4) |
| 4                                                     | Akiko Suzuki     | 173.98 | 57.02 (6)  | 116.96 (3) |
| 5                                                     | Yukari Nakano    | 172.60 | 67.26 (1)  | 105.34 (6) |
| 6                                                     | Nana Takeda      | 164.73 | 57.82 (4)  | 106.91 (5) |
| 7                                                     | Kanako Murakami  | 147.83 | 55.74 (7)  | 92.09 (8)  |
| 8                                                     | Satsuki Muramoto | 146.27 | 53.08 (8)  | 93.19 (7)  |
| 9                                                     | Ayane Nakamura   | 138.07 | 46.64 (13) | 91.43 (9)  |
| 10                                                    | Ayumi Miyamoto   | 132.79 | 48.72 (9)  | 84.07 (10) |
| 11                                                    | Aki Sawada       | 128.95 | 48.36 (11) | 80.59 (12) |
| 12                                                    | Mari Suzuki      | 126.40 | 47.58 (12) | 78.82 (13) |
| 13                                                    | Ayako Hagiwara   | 124.54 | 42.82 (17) | 81.72 (11) |
| 14                                                    | Haruka Imai      | 121.39 | 43.86 (16) | 77.53 (14) |
| 15                                                    | Mai Asada        | 120.77 | 44.50 (15) | 76.27 (16) |
| 16                                                    | Ayumi Goto       | 118.68 | 45.86 (14) | 72.82 (17) |
| 17                                                    | Sayaka Yodo      | 118.25 | 48.56 (10) | 69.69 (21) |
| 18                                                    | Haruka Inoue     | 115.56 | 38.28 (20) | 77.28 (15) |
| 19                                                    | Risa Mochizuki   | 112.51 | 40.04 (18) | 72.47 (18) |
| 20                                                    | Asani Nagumo     | 109.09 | 39.82 (19) | 69.27 (22) |
| 21                                                    | Hinako Kikuchi   | 107.18 | 36.88 (22) | 70.30 (20) |
| 22                                                    | Eri Seto         | 106.57 | 35.50 (23) | 71.07 (19) |
| 23                                                    | Yuko Iwaki       | 99.33  | 37.50 (21) | 61.83 (24) |
| 24                                                    | Haruka Hasegawa  | 98.10  | 33.50 (24) | 64.60 (23) |
| Não avançaram para a patinação livre / programa longo |                  |        |            |            |
| 25                                                    | Kazuha Asami     | —      | 32.66 (25) |            |
| 26                                                    | Misaki Ohara     | —      | 32.44 (26) |            |
| 27                                                    | Akiko Kitamura   | —      | 32.24 (27) |            |
| 28                                                    | Yuko Muraki      | —      | 31.92 (28) |            |
| 29                                                    | Miyu Yamazaki    | —      | 29.48 (29) |            |
| WD                                                    | Nagisa Hayashi   | —      | — (WD)     |            |

### Duplas
| Pos.            | Nome                           | Pontos | PC        | PL        |
| --------------- | ------------------------------ | ------ | --------- | --------- |
| Medalha de ouro | Narumi Takahashi / Mervin Tran | 133.29 | 45.94 (1) | 87.35 (1) |

### Dança no gelo
| Pos.              | Nome                         | Pontos | PC        | PL        |
| ----------------- | ---------------------------- | ------ | --------- | --------- |
| Medalha de ouro   | Cathy Reed / Chris Reed      | 156.35 | 31.91 (1) | 47.47 (1) |
| Medalha de prata  | Nana Sugiki / Taiyo Mizutani | 113.76 | 23.98 (2) | 32.11 (3) |
| Medalha de bronze | Emi Hirai / Ayato Yuzawa     | 113.35 | 22.08 (3) | 35.87 (2) |